# Digimon Rumble Arena
Vous lisez un « article de qualité » labellisé en 2023.
Digimon Rumble Arena, ou Digimon Tamers Battle Evolution (デジモンテイマーズ バトルエボリューション, Dejimon Teimāzu Batoru Eboryūshon) au Japon, est un jeu vidéo de combat et d'action, distribué et développé par Bandai, en association avec Hudson Soft, sur console PlayStation. Il est initialement publié le 6 décembre 2001 au Japon, puis adapté par Infogrames en Amérique du Nord le 24 février 2002 et exporté en Europe la même année.
Partie intégrante de la série des jeux vidéo inspirée de la franchise Digimon, Digimon Rumble Arena met en avant ses créatures numériques accompagnées d'éléments d'un jeu vidéo de combat multi-plateformes. Le joueur incarne l'un des personnages jouables présents dans le jeu et doit combattre plusieurs de ses semblables contrôlés par l'intelligence artificielle à un contre un dans différentes arènes. Un mini-jeu aléatoire apparaît dans le mode « un joueur » après trois combats, au milieu d'un cycle de six combats.
Le jeu reçoit un accueil mitigé de l'ensemble de la presse spécialisée, qui souligne surtout sa ressemblance flagrante avec le jeu vidéo Super Smash Bros. publié en 1999. En 2013, le jeu est vendu  à 200 000 exemplaires dans le monde entier. Il est suivi d'un deuxième volet, intitulé Digimon Rumble Arena 2, publié deux ou trois années plus tard, en 2004, sur consoles PlayStation 2, GameCube et Xbox ; ce jeu reprend des principes similaires au premier opus en matière de combats. Un « successeur spirituel » des deux premiers volets, Digimon All-Star Rumble, est publié en 2014.

## Système de jeu

### Modes de jeu
Digimon Rumble Arena est un jeu vidéo d'action issu de l'univers de la franchise médiatique japonaise Digimon, combiné avec les divers éléments d'un jeu vidéo de combat classique et d'un beat'em up. Le jeu dispose de graphismes en 2,5D et d'un style de jouabilité proche de Super Smash Bros., comme entre autres le système d'une touche par coups,.
Le joueur peut initialement accéder à quatre modes sur un total de six, depuis le menu principal. Ces modes comprennent « 1 joueur », « 2 joueurs », « VS console » et « options ». Dans le mode « 1 joueur », le joueur choisit un digimon afin de combattre ses semblables, contrôlés par intelligence artificielle, et ainsi débloquer, au fur et à mesure de la progression du jeu, de nouveaux personnages, et accéder à un total de trois mini-jeux jouables seul ou à deux. Ces trois mini-jeux comprennent « Jeu cible » dans lequel les digimon lancent une balle afin de collecter le plus de points possibles en touchant des cibles en forme de diamants et d'étoiles, « Jeu boxe » dans lequel les digimons frappent un punching-ball afin d'augmenter leurs points avant la limite de temps, et « Jeu tir » dans lequel les digimons marquent des points dans un panier de basket-ball mobile tenu par Calumon.
Le mode « 2 joueurs » permet à deux joueurs de s'affronter, et le mode « VS console » permet au joueur de choisir et d'affronter les digimons de son choix, tout en choisissant la quantité de points des deux combattants en définissant un handicap,. Les options permettent notamment de définir les touches de la manette à utiliser, ou à déterminer le niveau de difficulté, qui varie entre « facile », « moyen » et « difficile ». En plus de la sauvegarde automatique, un écran de mot de passe permet de débloquer de nouveaux personnages jouables.

### Personnages
| Personnages jouables, | Personnages jouables, | Personnages jouables,                                                                      | Personnages jouables, |
| Disciples | Méga | Débloquables                                                                               |                       |
| --- | --- | ------------------------------------------------------------------------------------------ | --------------------- |
| - Agumon (feu) - Gabumon (eau) - Patamon (nature) - Gatomon (eau) - Veemon (feu) - Wormmon (nature) - Guilmon (feu) - Terriermon (nature) - Renamon (nature) | - WarGreymon - MetalGarurumon - Seraphimon - Magnadramon - ImperialDramon - Stingmon - Gallantmon - MegaGargomon - Sakuyamon | - Omnimon - Impmon - Beelzemon - ImperialDramon Paladin Mode - BlackWarGreymon - Reapermon |                       |

Digimon Rumble Arena met à disposition neuf personnages jouables en premier lieu, sur un total de 24, dont 15 personnages supplémentaires. Chacun d'entre eux représente un digimon issu des trois premières saisons — Digimon Adventure, Adventure 02 et Tamers — dérivées de la série d'animation. Les digimons se caractérisent par un élément naturel qui leur est propre, variant entre « feu », « eau » et « nature » ; ces éléments représentent le jeu de Pierre-papier-ciseaux dans lequel l'un des trois éléments est plus vulnérable que l'autre,,. Ainsi un digimon de feu inflige des dégâts importants à un digimon de nature, qui cause de lourds dommages à un digimon d'eau, qui lui-même engendre d'importants dommages à un digimon de feu.

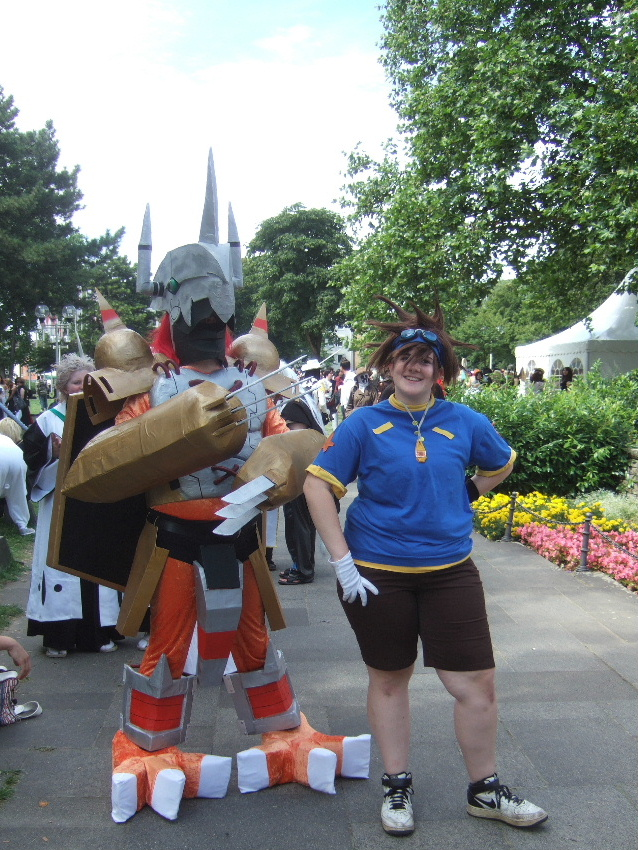
WarGreymon (gauche) et Tai (droite) font leur apparition dans le jeu.

Le jeu met en compétition deux digimons de niveau disciple s'affrontant à un contre un, dans un total de sept différentes arènes. Ils peuvent sauter (saut unique ou double-saut), frapper par combo, et se protége d'un adversaire, Ils possèdent également deux techniques spéciales liées à leur élément naturel. Chaque digimon a également une vitesse de déplacement, de digivolution et une capacité à sauter haut qui lui est propre,.
La jauge de digivolution, qui permet la transformation temporaire d'un digimon en une forme plus puissante, peut être remplie en frappant progressivement un adversaire ou en se protégeant des attaques. Cette forme, un digimon de niveau méga, possède des attaques plus puissantes que son niveau précédent et une technique spéciale qui inflige de très lourds dégâts à l'adversaire. Une fois la jauge vide, soit à l'issue du temps imparti, soit après avoir effectué la technique spéciale, le digimon revient à sa forme initiale. Avant la phase de digivolution, le partenaire humain du digimon apparaît brièvement ordonnant la transformation,,.

### Arènes
Digimon Rumble Arena prend pour cadre sept arènes différentes, multiplate-formes, interactives et présentent des pièges (par exemple, chutes de rochers ou coulées de lave) à éviter ou à retourner à son avantage contre l'adversaire. Il y a trois arènes disposant d'un élément dominant et quatre arènes neutres. Le volcan, dominé par le feu, entre régulièrement en éruption et fait jaillir des piliers de feu depuis la partie inférieure de la zone de combat. La forêt, marquée par l'élément nature, voit des rochers plus ou moins gros s'ébouler depuis l'entrée de la grotte située au centre de l'arène. Le glacier, entouré d'eau, voit ses bords tomber dans la mer lorsqu'ils doivent supporter longtemps le poids important des digimon de niveau méga, tandis que des stalactites peuvent se détacher depuis la partie supérieure de l'arène. Dans le sanctuaire, les plates-formes volantes composant l'aire de jeu sont ponctuellement frappées par des éclairs. L'arène sens dessus-dessous se retourne aléatoirement, faisant tomber au passage les digimon et des blocs explosifs. Dans le centre de recyclage des déchets, un compacteur situé au centre de l'arène s'ouvre aléatoirement. Enfin, l'arène de l'infini où le joueur affronte le boss du jeu, Reapermon, est une zone de combat sans aucun piège.

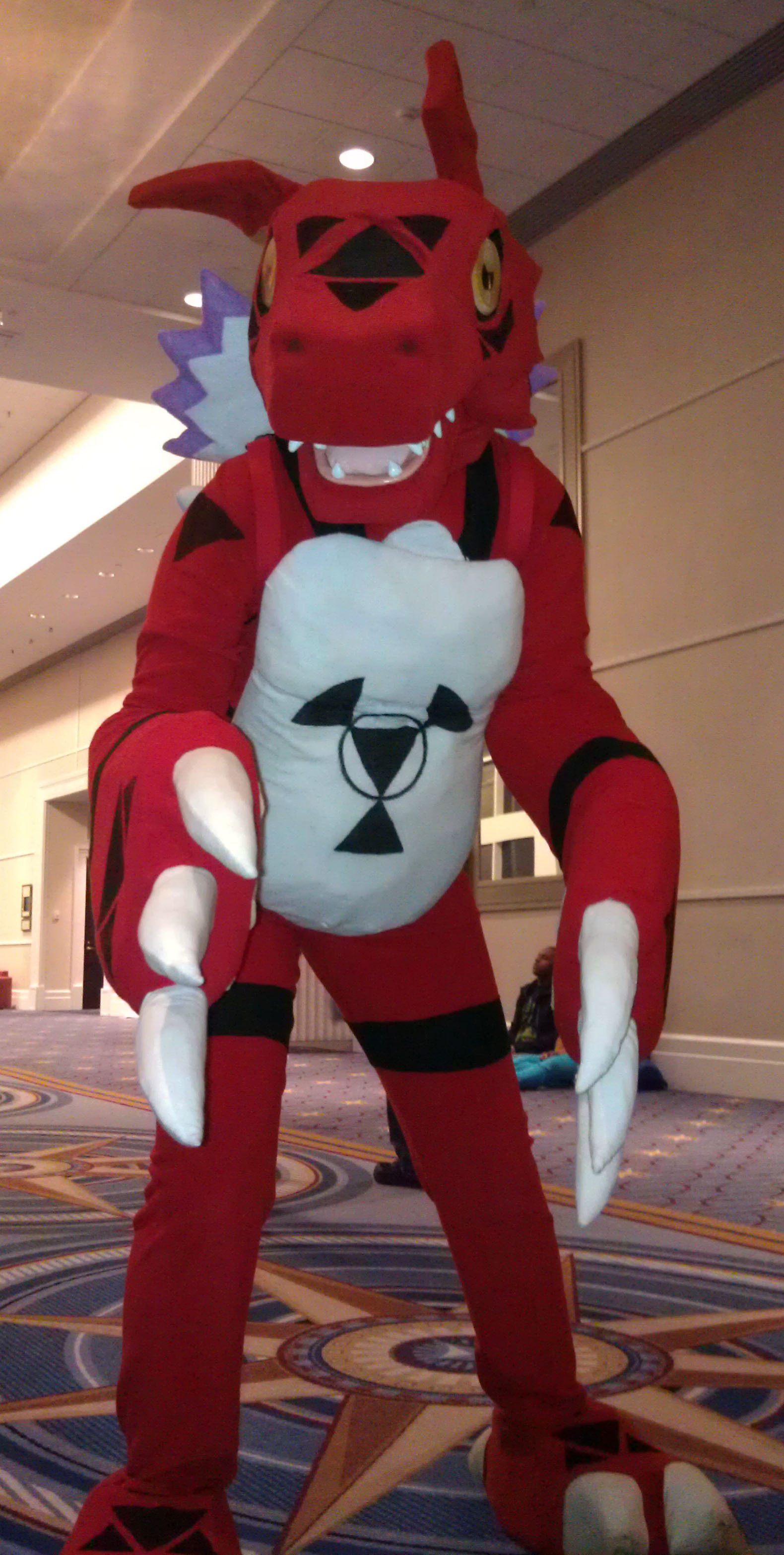
Cosplay de Guilmon, disponible dans Digimon Rumble Arena.

Les combats disposent d'un temps imparti de 90 secondes qui, une fois écoulé, détermine vainqueur le joueur qui aura encaissé le moins de dégâts. Ce temps est nécessaire dans le cas où aucun des deux adversaires ne finit K.O. Un mini-jeu aléatoire apparaît dans le mode « 1 joueur » après trois combats, au milieu d'un cycle de six combats. À la fin du cycle, le joueur affronte le boss de fin, Reapermon.
Pendant les combats, des items et cartes à jouer (bonus et power-up) apparaissent aléatoirement et peuvent donner avantage, ou désavantage, aux personnages présents dans l'arène,. Certains de ces items peuvent infliger des dégâts à un adversaire ou au joueur lui-même. Ainsi, la nourriture permet de récupérer des points de vie supplémentaires, une carte permet d'augmenter voire de remplir totalement la jauge de digivolution, ou même forcer un digimon à se digivolver, et une autre carte renforce la puissance des attaques infligées à l'ennemi. D'autres cartes offrent la possibilité de lancer des flammes de feu, d'eau ou de vent à l'adversaire. À l'inverse, les bombes infligent des dégâts au digimon qui les touche, une carte fait diminuer la jauge de digivolution, une autre carte diminue la puissance d'attaque. Enfin, deux autres cartes font perdre au joueur pendant un temps plus ou moins long le contrôle de son digimon.

## Développement
Digimon Rumble Arena est le troisième jeu vidéo de la franchise éponyme développé par Bandai sur PlayStation et à être publié à l'international, après Digimon World en 1999 et Digimon World 2 en 2000.

Logo du jeu dans sa version japonaise, Digimon Tamers Battle Evolution.

Le développement de Digimon Rumble Arena est réalisé par Bandai en association avec l'éditeur Hudson Soft. Le projet, qui met en scène les digimons dans un jeu de combat, a pour but de proposer un gameplay simple et efficace, et donc accessible aux plus jeunes. Il reprend le concept de Super Smash Bros. édité sur Nintendo 64 en 1999 et puise ainsi son inspiration dans les classiques du genre, tout en étant moins fastidieux et rebutant qu'un jeu comme Digimon World,.
Chaque arène possède sa propre chanson de fond et ses effets sonores. Digimon Rumble Arena fait également usage du doublage dans le menu principal et les combats. Les acteurs américains de la série d'animation prêtent leurs voix aux versions nord-américaine et européenne du jeu.

## Commercialisation
Le jeu est publié le 6 décembre 2001 au Japon sous le titre de Digimon Tamers: Battle Evolution. Il est rebaptisé Digimon Rumble Arena à l'international,, et publié en Amérique du Nord le 24 février 2002 par Infogrames, ainsi qu'en Europe la même année. Il est classé « E » (Everyone ; « tout public ») par l'Entertainment Software Rating Board (ESRB), ainsi que « pour tous publics » par le SELL.
Digimon Rumble Arena est réédité en Amérique du Nord, dans la gamme Greatest Hits, en 2003.

## Accueil
Digimon Rumble Arena suscite des réactions mitigées de la presse spécialisée. Il obtient une moyenne générale de 64 % sur le site web généraliste Metacritic, effectuée à partir de cinq critiques, et une moyenne générale de 67,50 % sur GameRankings, effectuée à partir de deux critiques. La majeure partie de la presse spécialisée souligne sa ressemblance flagrante avec Super Smash Bros. concernant le système de jeu,,,.
Valérie Précigout, du site francophone Jeuxvideo.com, loue un jeu qui « ne manquera pas de séduire le grand public, malgré un intérêt relativement limité sur le long terme », mais qui devient vite ennuyeux, « car les combats en eux-mêmes ne sont finalement pas très passionnants ». Akira « Mark » Fujita, du site web IGN, salue un jeu « plutôt bon », qui contraste avec l'« horrible » Digimon World, un avis que partage Sam Kennedy, pour l'Official U.S. PlayStation Magazine, qui apprécie un jeu « amusant »,. Fox Fennec, du site web GamePro, juge que « Digimon Rumble Arena est l'un des meilleurs titres PlayStation qu'on puisse trouver à 20 dollars sur le marché », mais remarque que « si vous avez joué à Super Smash Bros. Melee sur GameCube, il ne vous satisfera pas très longtemps ». Cet avis est partagé par Marcus Lai, critique pour Gaming Age, qui souligne que le jeu est destiné aux fans inconditionnels de la franchise Digimon, et par PSX Nation, qui regrette son « manque de difficulté (ou d'originalité) »,.
Le système de jeu de Digimon Rumble Arena est timidement accueilli par la critique. Romendil, rédactrice du site web français Jeuxvideo.com explique que ce titre « puise avec audace dans les classiques du jeu de baston pour un résultat qui aurait pu s'apparenter à une réussite, s'il ne souffrait pas de handicaps majeurs ». Parmi ces handicaps, elle fustige la jouabilité qui « manque cruellement de précision » et déplore « qu'il soit souvent impossible d'échapper à un adversaire qui réalise plusieurs combos d'affilée ». En outre, le peu de mini-jeux et d'arènes font que, même à deux joueurs, « on en fait rapidement le tour ». Fox Fennec, pour GamePro, note également plusieurs points faibles, comme le fait qu'« il n'y ait aucun combat à quatre joueurs », alors qu'il s'agit du mode de jeu le plus amusant de Super Smash Bros., et que « les mini-jeux soient amusants pendant un certain temps mais lassent rapidement ». Akira « Mark » Fujita, pour IGN, explique que « les contrôles répondent bien », mais trouve un point négatif dans l'usage de la digivolution expliquant que « les coups des digimon non-évolués sont souvent plus rapides et plus efficaces que les techniques spéciales [des digimon de niveau méga] accompagnées d'énormes explosions qui prennent trop de temps à toucher l'adversaire ». Toujours concernant sa prise en main générale simpliste, à l'exception de la caméra, PSX Nation la compare à celle de Gundam: Battle Assault, publié sur PlayStation en mars 1998 et estime que « même maman et papa auront la chance d'être compétitifs » sur ce jeu. Official U.S. PlayStation Magazine souligne d'ailleurs que le système de jeu, « maladroit et rigide, qui peut conduire à de nombreux écrasements de boutons », est destiné à un jeune public qui ne s'en souciera pas. Gaming Age décrit des combats « médiocres » et déplore que la séquence de digivolution, d'une durée de sept secondes, interrompe « inutilement » l'action.
Les graphismes du jeu sont aussi inégalement appréciés par la critique. Jeuxvideo.com estime que la PlayStation « fait ce qu'elle peut pour afficher des environnements colorés regorgeant d'effets et dépourvus de ralentissements ». Gaming Age ajoute qu'il y a un problème dans la détection des collisions puisqu'il est possible d'attaquer à travers l'adversaire. GamePro donne un avis plus mélioratif et apprécie l'animation fluide des digimons et les effets visuels « impressionnants » de leurs techniques spéciales. Pour PSX Nation, la quantité de couleurs, la résolution des écrans des menus et options du jeu, la scène cinématique d'introduction et les effets présents dans les arènes en font un opus qui rivalise techniquement avec ce que peut offrir la PlayStation 2 ou la Xbox. Néanmoins, tous ces détails graphiques sollicitent trop la PlayStation : les combats, bénéficiant d'une plus faible résolution, en sont ralentis et l'image est parfois pixélisée, à tel point qu'il s'agit quelquefois « plus [d’]un diaporama qu[e d]'un jeu de combat ».
Enfin, la bande-son de Digimon Rumble Arena reçoit un accueil plutôt négatif. Selon Jeuxvideo.com, il est « impossible de ne pas être déçu par les musiques quelconques et le manque d'effets sonores. Les voix sont rares et peu audibles ». GamePro évoque une musique « typique » du dessin animé de la franchise mais qui n'apporte rien au jeu. Gaming Age décrit une bande-son « pas géniale. Les voix des personnages sont fidèles à la série, mais elles sont étouffées », tandis que les bruitages des attaques sont « doux et ne vous font pas beaucoup d'effet ». En revanche, PSX Nation apprécie les effets sonores « forts et uniques » des arènes de combat, ainsi que les musiques des écrans de menus, qui « ne valent peut-être pas la peine d'être écoutés seuls mais fonctionnent à merveille ».
Selon les estimations du site web VG Chartz, le 28 septembre 2013, Digimon Rumble Arena a été vendu à environ 200 000 exemplaires à travers le monde, l'Amérique du Nord représentant la part de marché la plus importante avec 55,6 % des ventes, suivie de l'Europe avec 37,8 %.

## Postérité
Digimon Rumble Arena dispose d'une suite intitulée Digimon Rumble Arena 2, publiée sur consoles PlayStation 2, GameCube et Xbox en 2004 à l'international,,. Le jeu présente presque deux fois plus de personnages jouables que son prédécesseur avec un total de quarante-cinq digimons, représentant les quatre premières saisons de la série d'animation, des arènes presque entièrement destructibles, et la possibilité de jouer jusqu'à quatre joueurs,. Il est présenté avant publication à l'Electronic Entertainment Expo à la mi-mai 2004, et généralement bien accueilli par la presse spécialisée après publication, toutes versions confondues,,.
Digimon All-Star Rumble, le « successeur spirituel » des deux premiers volets, est publié sur les consoles PlayStation 3 et Xbox 360 en 2014 à l'international. Il dispose d'un total de 32 personnages jouables, représentant les six premières saisons de la série d'animation, de Digimon Adventure à Digimon Fusion,. Digimon All-Star Rumble est généralement félicité pour le retour de la franchise Digimon en jeu vidéo dans les marchés occidentaux, mais généralement mal accueilli par la presse spécialisée, notamment à cause du manque de mode multijoueur en ligne.